# Rolande Ngo Issi
Rolande Adèle Ngo Issi épouse Kella ou Simgwa, née le 9 janvier 1981 à Yaoundé, est une femme politique camerounaise, députée à l'Assemblée nationale, membre suppléante du Conseil supérieur de la magistrature, secrétaire général adjoint au Réseau des femmes parlementaires du Cameroun, elle est également membre du comité directeur national du Parti camerounais pour la réconciliation nationale (PCRN) et secrétaire générale à la délégation régionale du même parti pour la région du Centre. 
Elle est, depuis avril 2016, présidente nationale du Mouvement national des consommateurs (MNC).

## Éducation et formation
Rolande Ngo Issi est titulaire d'un master en psychologie de l'enfant obtenu à l'université de Yaoundé I, d'une licence en science politique obtenu à l'université de Yaoundé II-SOA, d'un diplôme des professeurs des écoles normales d'instituteurs obtenu à l'ENS de Yaoundé.

## Carrière professionnelle

### Entrepreneur
Préalablement à sa carrière politique, Rolande Ngo Issi est coach en  formation personnelle.  Elle indique avoir été enseignante pendant 11 ans en milieu rural, mais se définit comme « femme au foyer ». 

### Politique
En 2020, elle est élue députée à l'Assemblée nationale. Paul Biya la nomme membre suppléante du Conseil Supérieur de la Magistrature du Cameroun, ce que Jeune Afrique analyse comme un rapprochement entre le principal parti d'opposition, le PCRN et le parti au pouvoir, le RDPC. La même année, elle est élue Secrétaire générale adjointe au tout nouveau Réseau des Femmes Parlementaires du Cameroun, elle est également membre du Comité directeur national du Parti camerounais pour la réconciliation nationale (PCRN).

## Sur plan associatif
Elle est élue présidente du Mouvement des consommateurs du Cameroun (ONG) en 2016.